# Mùn

Mùn có màu đen hoặc nâu sẫm đặc trưng và là sự tích tụ của cacbon hữu cơ. Ngoài ba tầng đất chính là (A) bề mặt/lớp đất mặt, (B) lớp đất dưới và (C) tầng nền, một số loại đất còn có tầng đất hữu cơ (O) ngay trên bề mặt. Đá gốc cứng (R) theo nghĩa chặt chẽ không phải là đất.

Mùn hay đất mùn (tiếng Anh: humus) là sản phẩm hình thành trong đất do quá trình tích lũy và phân giải không hoàn toàn trong điều kiện yếm khí xác thực vật và các tồn dư sinh vật khác trong đất do các vi sinh vật trong đất phân giải. Thành phần của mùn gồm được đặc trưng bởi các hợp chất chính: axit humic, axit fulvic, axit ulmic và các muối của chúng, thường gọi là humin, fulvin hay ulvin. Hiểu theo nghĩa rộng nhất, mùn trong đất bao gồm cả mùn nhuyễn (mùn theo nghĩa hẹp) và mùn thô (chất hữu cơ trong đất).
Đất mùn có nhiều chất dinh dưỡng giúp cải thiện chất lượng đất, trong đó quan trọng nhất là nitơ. Tỷ lệ cacbon và nitơ (C:N) của mùn thường nằm trong khoảng từ 8 đến 15, với mức trung bình là khoảng 12. Đất mùn cũng có ảnh hưởng đáng kể đến độ xốp (bulk density) của đất. Đất mùn vô định hình và thiếu "đặc điểm cấu trúc tế bào của thực vật, vi sinh vật hoặc động vật".

## Mô tả
Thực vật là vật liệu sơ cấp thiết yếu của quá trình mùn hóa. Đây là vật liệu thuộc về sinh quyển. Thành phần của mùn thay đổi tùy thuộc vào thành phần của vật liệu sơ cấp và các sản phẩm thứ cấp đến từ động vật và vi sinh vật. Tốc độ phân hủy của các hợp chất khác nhau sẽ ảnh hưởng đến thành phần của mùn.
Rất khó để định nghĩa mùn một cách chính xác vì nó là chất rất phức tạp và chưa được hiểu một cách đầy đủ. Mùn khác với chất hữu cơ đang phân hủy trong đất (decomposing soil organic matter). Chất hữu cơ đang phân hủy trông thô ráp và còn thấy được dấu tích của thực vật hoặc động vật ban đầu. Trái lại, mùn ẩm đầy đủ có bề ngoài giống như thạch, tối đồng nhất, xốp và vô định hình; nó có thể phân hủy dần dần trong một số năm hoặc duy trì hàng nghìn năm. Nó không có cấu trúc, hình dạng hoặc đặc tính xác định. Tuy nhiên, khi soi dưới kính hiển vi, có thể phát hiện trong nó dấu tích của thực vật, động hoặc vi sinh vật nhỏ bé đã bị phân hủy về mặt cơ học, nhưng không phải về mặt hóa học. Điều này cho thấy ranh giới mơ hồ giữa mùn và chất hữu cơ trong đất. Dù khác biệt, mùn là một phần không thể thiếu của chất hữu cơ trong đất.
Tổ chức CSIRO của Úc đưa ra mô tả về mùn trong ấn phẩm "Vật chất hữu cơ và đất", họ mô tả mùn đã thành hình hoàn chỉnh về cơ bản là một "tập hợp phức hợp (polyglot) các phân tử rất lớn và phức tạp". (Do đó, vật liệu này đã vượt ra khỏi ngoài phạm vi "hạt").
(Những phân tử này) "được hình thành một phần từ lignin và các phân tử polyphenol khác của lá gốc, phần khác từ các phân tử tương tự được vi khuẩn tạo ra. Trong quá trình phân hủy, các phân tử polyphenol này biến đổi về mặt hóa học trở thành polyquinone để có thể liên kết với nhau tạo nên những phân tử rất lớn. Một bộ phận của các phân tử này được biến đổi theo cách mà để cho các phân tử protein, axit amin và đường amin có thể gắn vào các phân tử "bazơ" polyphenol này. Vì protein chứa cả nitơ và lưu huỳnh, sự gắn kết này mang lại cho mùn hàm lượng vừa phải hai chất dinh dưỡng cho cây quan trọng này.
Kỹ thuật các bon phóng xạ và các kỹ thuật xác định niên đại khác đã chỉ ra rằng nền polyphenol của mùn có thể rất già nhưng protein gắn kết với chúng lại trẻ hơn nhiều. Ví dụ, một nghiên cứu cho thấy tuổi trung bình của phần bazơ là 2560 năm trong khi tuổi trung bình của phần protein chỉ là 510 năm. Dường như vi khuẩn có khả năng tách phần protein ra khỏi các phân tử mùn dễ dàng hơn là phá vỡ chính các phân tử bazơ polyphenol. Khi protein bị loại bỏ, các protein trẻ hơn có thể thay vào vị trí của nó, hoặc protein trẻ hơn này có thể tự gắn vào phần khác của phân tử mùn." (thường là một liên kết chelation yếu).
Ấn phẩm CSIRO mô tả chức năng của mùn. "Chức năng hữu ích nhất của mùn nằm trong việc cải thiện cấu trúc đất và trong việc cung cấp một diện tích bề mặt rất lớn có khả năng giữ các nguyên tố dinh dưỡng cho đến khi cần cho cây." (Liên kết này rõ ràng cũng đủ mạnh để chống lại sự hòa tan các nguyên tố dinh dưỡng vào trong nước mưa, nhưng cũng đủ yếu để sẵn đáp ứng khi cần cho đời sống thực vật.)
Sự cô lập cacbon trong đất (Soil Carbon Sequestration) là một biến số không đổi của đất. Chỉ khi trở thành mùn đất phân tử ổn định và tồn tại lâu dài qua nhiều thế kỷ thì ta mới có thể coi nó là có ý nghĩa quan trọng trong việc loại bỏ tình trạng quá tải carbon dioxide hiện tại trong khí quyển.
Có rất ít dữ liệu về thành phần của mùn rừng vì đây là một hỗn hợp phức tạp gây nhiều khó khăn cho các nhà nghiên cứu trong việc phân tích. Trong những năm 1940 và 1960, họ đã thử sử dụng phương pháp phân tách hóa học để phân tích các hợp chất thực vật và mùn trong đất rừng, nhưng việc này là không thể thực hiện được. Một số nghiên cứu xa hơn đã được thực hiện trong những năm gần đây, mặc dù nó vẫn là một lĩnh vực nghiên cứu còn nhiều việc để làm.

## Mùn hóa
Vi sinh vật phân hủy phần lớn chất hữu cơ trong đất thành khoáng chất vô cơ mà rễ cây có thể hấp thụ được làm chất dinh dưỡng. Quá trình này được gọi là "khoáng hóa". Trong quá trình này, nitơ (chu trình nitơ) và các chất dinh dưỡng khác (chu trình dinh dưỡng) trong chất hữu cơ phân hủy được tái sử dụng. Tùy thuộc vào các điều kiện trong đó quá trình phân hủy diễn ra, một phần chất hữu cơ không bị khoáng hóa mà được chuyển hóa thông qua một quá trình gọi là "mùn hóa" (humification). Trước khi có các phương pháp phân tích hiện đại, những bằng chứng ban đầu đã khiến các nhà khoa học tin rằng quá trình mùn hóa đã dẫn đến sự kết hợp của các polyme hữu cơ có khả năng chống lại hoạt động của vi sinh vật. Tuy nhiên, nghiên cứu gần đây đã chứng minh rằng vi sinh vật có khả năng tiêu hóa mùn.
Quá trình mùn hóa có thể xảy ra một cách tự nhiên trong đất hoặc xảy ra một cách nhân tạo, như trong quá trình sản xuất phân trộn. Chất hữu cơ được mùn hóa nhờ sự kết hợp của nấm hoại sinh, vi khuẩn, và động vật như giun đất, tuyến trùng, động vật nguyên sinh và động vật chân đốt. Xác thực vật, bao gồm cả những thứ mà động vật đã tiêu hóa và bài tiết, có chứa các hợp chất hữu cơ: đường, tinh bột, protein, carbohydrate, lignin, sáp, nhựa và axit hữu cơ. Sự phân hủy trong đất bắt đầu bằng sự phân hủy đường và tinh bột từ carbohydrate, chúng dễ dàng phân hủy khi các loài ăn mùn bã ban đầu xâm chiếm các cơ quan thực vật đã chết, trong khi cellulose và lignin còn lại phân hủy chậm hơn.  Các protein đơn giản, axit hữu cơ, tinh bột và đường phân hủy nhanh chóng, trong khi protein thô, chất béo, sáp và nhựa vẫn tương đối không thay đổi trong thời gian dài hơn. Lignin, được chuyển hóa nhanh chóng bởi nấm mục trắng, là một trong những tiền chất chính của mùn, cùng với các sản phẩm phụ của hoạt động của vi sinh vật và động vật. Do đó, mùn được tạo ra bởi quá trình mùn hóa là hỗn hợp các hợp chất và hóa chất sinh học phức tạp được tạo ra nhờ nhiều loài thực vật, động vật hoặc vi sinh vật mang nhiều vai trò và lợi ích trong đất. Một số người cho rằng mùn tạo bởi giun đất (phân trùn quế) là loại phân hữu cơ tốt nhất.

## Sự ổn định
Phần lớn mùn trong đa số các loại đất đều tồn tại hơn 100 năm chứ không bị phân hủy thành CO2 và có thể được coi là ổn định; loại chất hữu cơ này được bảo vệ khỏi sự phân hủy trước hoạt động của vi sinh vật hoặc enzyme vì nó được ẩn (bị giữ lại) bên trong tập hợp nhỏ của các hạt đất, hoặc được hấp thụ chặt hoặc tạo phức với đất sét. Mùn không được bảo vệ theo cách này hầu hết sẽ bị phân hủy trong vòng 10 năm và có thể được coi là kém ổn định hơn. Đất mùn ổn định mang đến ít chất dinh dưỡng cho cây trồng trong đất nhưng nó giúp duy trì cấu trúc vật lý của đất. Một dạng mùn rất ổn định được hình thành từ quá trình oxy hóa chậm (oxy hóa khử) của cacbon trong đất sau khi trộn than bột mịn vào lớp đất mặt. Quá trình này được suy đoán là có vai trò quan trọng trong việc hình thành lớp đất màu mỡ bất thường terra preta do Indio của rừng Amazon.  Tuy nhiên, nghiên cứu gần đây  gợi ý rằng các phân tử hữu cơ phức tạp trong đất có thể kém ổn định hơn nhiều so với suy nghĩ trước đây: "các bằng chứng sẵn có không ủng hộ [giả thuyết về .ND] sự hình thành các 'chất mang tính mùn' có kích thước phân tử lớn và bền vững trong đất. Thay vào đó, chất hữu cơ trong đất là một chuỗi các hợp chất hữu cơ bị phân hủy dần dần."

## Phẫu diện đất (horizons)
Đất mùn có màu đen hoặc nâu sẫm đặc trưng và là chất hữu cơ do sự tích tụ cacbon hữu cơ. Các nhà khoa học về đất sử dụng các chữ cái in hoa O, A, B, C và E để ký hiệu các tầng đất chính và các chữ cái viết thường cho sự phân biệt các tầng này (lowercase letters for distinctions of these horizons???). Hầu hết các loại đất đều có ba tầng chính: tầng đất mặt (surface horizon - A), tầng đất dưới (tầng tích tụ (?) - subsoil - B) và tầng nền (tầng đá mẹ (?) - substratum -C). Một số loại có tầng hữu cơ (organic horizon - O) trên bề mặt, nhưng tầng này cũng có thể bị chôn vùi. Tầng chính (master horizon - E) được sử dụng cho các tầng đất dưới bề mặt đã bị mất đi đáng kể các khoáng chất (đất đã bị rửa trôi). Tầng đá gốc (bedrock) không phải là đất, được kí hiệu bằng chữ R.

## Lợi ích của chất hữu cơ và mùn trong đất
Một số người nghĩ rằng tầm quan trọng của thứ đất mùn vốn ổn định về mặt hóa học nằm ở sự màu mỡ mà nó mang lại cho đất về mặt vật lý và hóa học, mặc dù một số chuyên gia nông nghiệp tập trung nhiều hơn đến các đặc tính khác của nó, chẳng hạn như khả năng ngăn ngừa bệnh tật. Mùn giúp đất duy trì độ ẩm (moisture)  bằng cách tăng độ xốp vi mô, và giúp hình thành cấu trúc đất tốt. Sự tích hợp oxy vào các tập hợp phân tử hữu cơ lớn tạo ra nhiều vị trí tích cực, tích điện âm liên kết với các ion (cation) tích điện dương của chất dinh dưỡng cho thực vật, giúp cho cây dễ dàng hấp thụ chúng [chất dinh dưỡng .ND] hơn thông qua con đường trao đổi ion. Mùn cho phép các sinh vật trong đất ăn và sinh sản, và thường được mô tả như là "sinh lực" (life-force) của đất.
- Quá trình chuyển đổi chất hữu cơ trong đất thành mùn nuôi sống quần thể vi sinh vật và các sinh vật sống khác trong đất, và do đó duy trì mức sống cao và lành mạnh của đất.[31][32]
- Tốc độ chuyển hóa chất hữu cơ trong đất thành mùn thúc đẩy (khi nhanh) hoặc hạn chế (khi chậm) sự cộng sinh của thực vật, động vật và vi sinh vật trong đất.
- Mùn hiệu quả (effective humus) và mùn ổn định (stable humus) là nguồn dinh dưỡng bổ sung cho vi khuẩn: loại đầu mang đến nguồn chất dinh dưỡng sẵn có và loại sau đóng vai trò như một nguồn dự trữ lâu dài.
- Sự phân hủy của xác thực vật chết làm cho các hợp chất hữu cơ phức tạp bị oxy hóa chậm (mùn giống lignin) hoặc phân hủy thành các dạng đơn giản hơn (đường và đường amin, axit hữu cơ aliphatic và phenolic), sau đó được chuyển hóa thành sinh khối vi sinh vật (mùn vi sinh vật) hoặc được tổ chức lại và bị oxy hóa thêm thành các tổ hợp mang tính mùn (axit fulvic và axit humic), thứ liên kết với các khoáng sét và hydroxit kim loại. Khả năng hấp thụ chất mùn bằng rễ và chuyển hóa chúng của thực vật đã được thảo luận từ lâu. Ngày nay, có sự đồng thuận rằng mùn hoạt động theo con đường nội tiết tố (hormonally) chứ không đơn thuần như là chất dinh dưỡng (nutritionally) trong sinh lý thực vật.[33][34]
- Mùn là một chất keo và làm tăng khả năng trao đổi cation (cation-exchange capacity) của đất, và do đó tăng khả năng lưu trữ chất dinh dưỡng của đất thông qua cơ chế chelation. Trong khi các cation dinh dưỡng này có thể được cây hấp thụ, chúng vẫn được giữ lại trong đất và không bị mưa hoặc tưới tiêu rửa trôi.[30]
- Đất mùn có thể giữ độ ẩm tương đương 80–90% trọng lượng của nó và do đó làm tăng khả năng chịu hạn của đất.[35][36]
- Cấu trúc sinh hóa của mùn cho phép nó điều tiết, tức là làm chất đệm, cho đất quá chua hoặc quá kiềm.[37]
- Trong quá trình mùn hóa, vi khuẩn tiết ra chất nhầy dính giống như kẹo cao su; những thứ này góp phần tạo nên cấu trúc vụn (độ nghiêng) của đất bằng cách liên kết các hạt lại với nhau và cho phép đất thông thoáng hơn.[38] Các chất độc hại như kim loại nặng và chất dinh dưỡng dư thừa có thể bị chelat hóa, tức là liên kết với các phân tử hữu cơ của mùn, và do đó không bị rửa trôi.[39]
- Màu sẫm, thường là nâu hoặc đen, của mùn giúp làm ấm đất lạnh vào mùa xuân.
- Đất mùn có thể góp phần giảm thiểu biến đổi khí hậu nhờ khả năng cô lập carbon của nó.[40] Axit humic nhân tạo và axit fulvic nhân tạo tổng hợp từ rác thải nông nghiệp có thể làm tăng hàm lượng chất hữu cơ hòa tan và tổng lượng carbon hữu cơ trong đất.[41]

## Các loại mùn

### Mùn nhuyễn
Là loại mùn mà ở đó các chất hữu cơ đã phân hủy thành các axit mùn (humic và fulvic) và các humin, cũng như các chất khó tiêu với cây trồng khác như tanin, lignin. Có hai loại mùn nhuyễn:

#### Mùn calci
Là loại mùn nhuyễn được hình thành ở những nơi mà ở đó quá trình hình thành được thuận lợi về độ ẩm và nhiệt độ, pH trung bình, hàm lượng Ca2+ và Mg2+ trong đất khá phong phú.

#### Mùn dưới tán rừng
Là loại mùn nhuyễn gần như loại hình mùn calci, nhưng được hình thành ở điều kiện không thuận lợi bằng: pH thấp (chỉ gần trung tính), hàm lượng Ca2+ và Mg2+ thấp. Loại hình mùn nhuyễn này thường thấy ở dưới tán rừng cây lá rộng hoặc cây hỗn giao lá rộng và lá kim.

### Mùn thô
Là loại mùn mà ở đó các vật thể hữu cơ mới bị phân giải một phần, thường được hình thành trong điều kiện đất chua, hàm lượng Ca2+ và Mg2+ trong đất thấp. Thường xuất hiện ở các vùng có khí hậu lạnh.

### Mùn trung gian
Là loại mùn trung gian giữa mùn nhuyễn và mùn thô. Loại mùn này phần nào có tính chất tương tự như lớp đất A0.

### Than bùn
Là một loại mùn mà ở đó các vật thể hữu cơ đã bị phân giải nhưng chưa hết, môi trường thường chứa nước, đồng thời môi trường đất thường rất chua, rất nghèo Ca2+ và Mg2+ làm cho các vật thể hữu cơ biến đổi không hoàn toàn, có màu đen, làm tơi xốp, đôi khi khô, hàm lượng cacbon rất cao.